# Kalludi, Gauribidanur
Kalludi là một làng thuộc tehsil Gauribidanur, huyện Chikkaballapur, bang Karnataka, Ấn Độ.